# مذبحة جوزا
مذبحة جوزا كان حدث إرهابي وقع في 2 يونيو 2014 في منطقة الحكومة المحلية بنجر، ولاية بورنو قرب الحدود النيجيرية. المهاجمين (ويفترض أنهم من بوكو حرام) يرتدون زي الجنود وقاموا بقتل العديد من المواطنين، عدد القتلى في حدود 400-500. ذكرت عدة مصادر وشهود عيان أن تم استهداف الرجال والفتيان في هذه الهجمات. أعقب ذلك فترة وجيزة بعد غد اغتيال القائد المسلم الحاج إدريسا تيمتا أمير البنجر في نهاية مايو.